# Ausstellungsraum

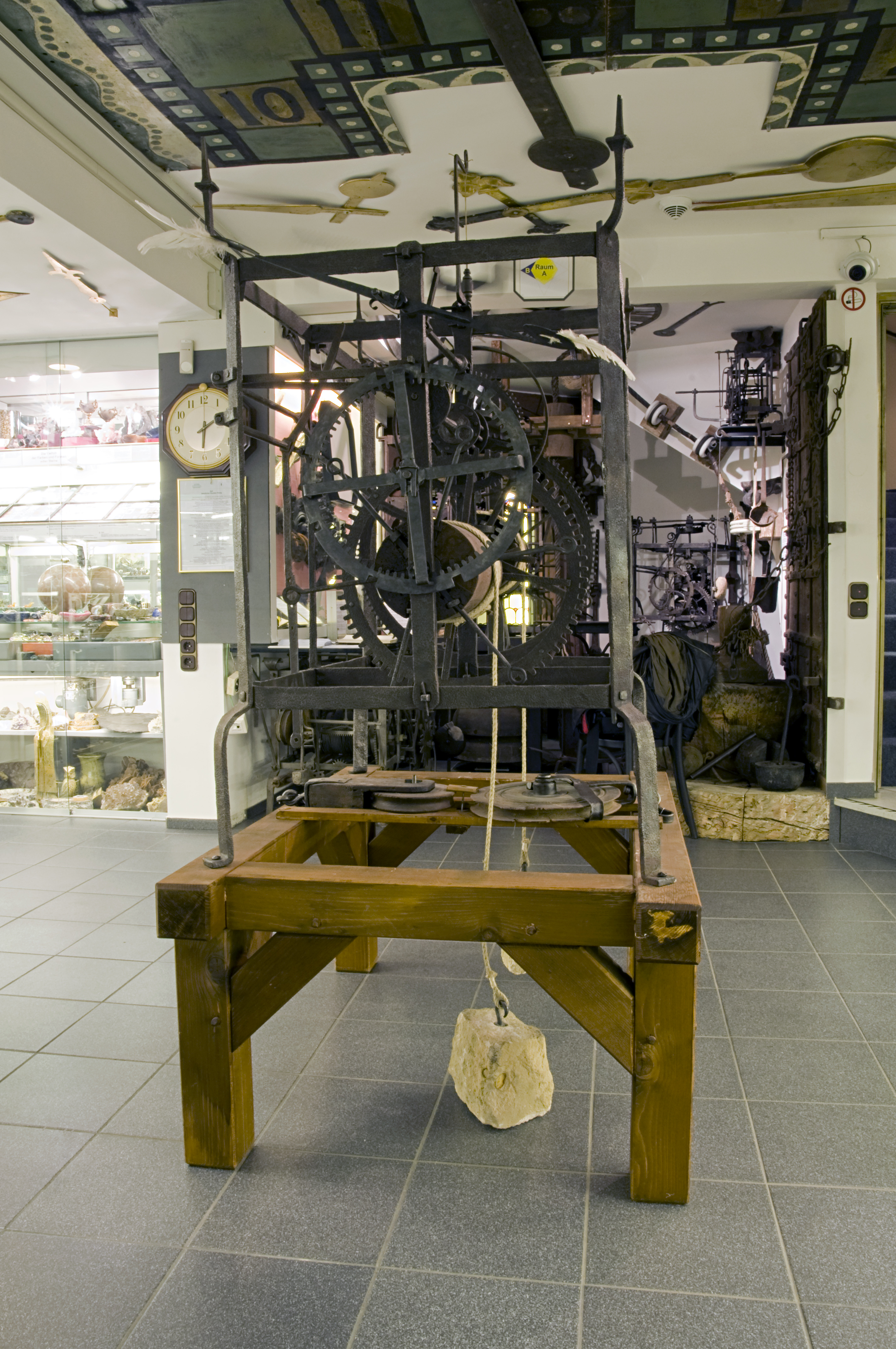
Frankfurt am Main – Schmuck und Kunst. Ausstellungsraum A mit Turmuhr

Als Ausstellungsraum (seltener: Ausstellungsort) werden meist großflächige, weitgehend öffentlich zugängliche Räume bezeichnet, in denen eine oder mehrere Ausstellungen von Exponaten stattfinden, die einem Publikum gezeigt werden sollen. Der Ausstellungsraum ist dabei visueller Rahmen, körperlicher Bestandteil und räumliche Begrenzung der Ausstellung. Der Ausstellungsraum ist im Verhältnis zur Ausstellung nicht neutral, sondern steht in einer mehr oder weniger engen Wechselbeziehung. Ausstellungsräume können, wie Museen, Teil des kulturellen Schatzes und „kollektiven Gedächtnisses“ einer Gesellschaft sein.

## Definition
Der Begriff „Ausstellungsraum“ kann auch synonym als Salon, Ausstellung, Exposition, Schau, Veranstaltung bezeichnet werden. Die Definition der Ausstellungsräume unterscheiden sich von diesen Begriffen.
- von der Veranstaltung durch die längere Dauer der Ausstellung
- vom Salon (beispielsweise Kunstausstellungen wie der Salon de Paris oder Autofachpräsentation wie der Genfer Auto-Salon) durch die meist weitergehende öffentliche Zugänglichkeit
- von einer Messe durch die begrenzte Größe der Ausstellung (mit Ausnahmen, wie den Weltausstellungen) und einer meist längeren Dauer.
- von Schaufenstern, Schaukästen oder Vitrinen dadurch, dass Ausstellungsräume meist nach innen gerichtet sind und den Zutritt des Besuchers in die Ausstellung verlangen.

Ausstellungsräume können als feste Einrichtung (beispielsweise für Dauerausstellung) oder temporäres Vorzeige- oder Werbemittel eingesetzt werden.

## Arten und Funktion von Ausstellungsräumen
Ausstellungsräume gibt es in Museen, Kunsthallen, Galerien, Ausstellungspalästen, Rathäusern, Kirchen, Ausstellungs- und Messehallen.
Ausstellungsräume werden vielfach zur Präsentation, Vermarktung oder Darstellung von Produkten, Dienstleistungen oder Kunst verwendet. Solche Ausstellungen sind in der Regel Leistungsschauen – bei überwiegend kommerziell oder unternehmerisch verwendeten Ausstellungsräumen wird zwischen Gewerbe- und Industrieausstellungen. Ausstellungsräume, die als Mittel zur Werbung genutzt werden, dienen in der Regel der relativ einseitigen Kommunikation zwischen Unternehmen und interessiertem Publikum (Leistungsschau, Präsentation).
Im Bereich der Museen dienen Ausstellungsräume vor allem der Sammlung, Bewahrung, Ausstellung und Erforschung. In Museen können neben den klassischen Ausstellungsräume auch neue Akzente durch Schaudepots, Period Rooms und Ähnliches geschaffen werden (im privaten Rahmen beispielsweise Offspace). Mit dem Schaudepot werden die vier Aufgaben eines Museums in einem besonderen Ausstellungsraum, dem Depot, neu dargestellt und der Besucher erhält die Möglichkeit auch das sammeln, forschen und bewahren unmittelbar kennenzulernen.
Ausstellungsräume können auch Teil eines Verkaufsraums sein. Ausstellungsräume können für andere Zwecke, wie kleine Festivals, Konzerte, als Kleinbühne, für Autorenlesungen oder Vorlesungen und andere Aktivitäten, genutzt werden. Einige Ausstellungsräume dienen als Mahnmal oder sind mit einer Gedenkstätte verbunden, wie beispielsweise die Mahn- und Gedenkstätte Ravensbrück. Solche Ausstellungsräume oder die Nutzung im Zusammenhang mit der Präsentation von gesellschaftskritischer Kunst können als politische Räume eine neue Funktion erhalten.
Ausstellungsräume im Bereich der Kunst, als politischer Raum oder Ähnliches dienen der mehrseitigen Kommunikation. Bei der mehrseitigen Kommunikation durch Ausstellungen in Ausstellungsräumen sollen Austauschprozesse zwischen der Ausstellung, den Mitarbeitern und den Besuchern ermöglicht und gefördert werden.
Durch die Herstellung von Beziehungen und dessen räumlichen (baulichen) Vorgaben sowie der Ausstellungsgegenstände (optische Eindrücke, textliche Präsentation, Vermittlung durch Mitarbeiter) sowie gekonnter Inszenierung aller Komponenten im Ausstellungsraum können die zu vermittelnden Botschaften verstärkt werden. Dauerausstellungen können auch als Wanderausstellung in verschiedenen, örtlich auseinander liegenden Ausstellungsräumen gezeigt werden. Ausstellungen erhalten dadurch einen flexiblen visuellen Rahmen, der wiederum als Gestaltungselement für die Ausstellung eingesetzt werden kann.

## Anforderungen an Ausstellungsräume
Je nach Exponat sind entsprechende Grenzen der Ausstellungsräume zu beachten.
- technischer Art (Tragfähigkeit des Bodens, Größe der Exponate)
- gesellschaftlicher Art (beispielsweise wird in einer Kirche, die als Ausstellungsraum genutzt wird, selten eine Ausstellung über Prostitution stattfinden oder eine Ausstellung auf einem Friedhof darf die Friedhofsruhe nicht stören)
- ästhetischer Art

## Ausstellungsbetreiber und Mitarbeiter
Betreiber von Ausstellungsräumen sind private oder öffentliche Einrichtungen, die beispielsweise Museen, Galerien, Unternehmen oder Studios betreiben, verwalten oder fördern.
Das Organisieren, Gestalten und Betreuen von Ausstellungen in Ausstellungsräumen erfordert hohe Spezialisierung, räumliche Vorstellungskraft, Einfühlungsvermögen und Kreativität. Dies kann durch Ausstellungskuratoren umgesetzt werden.

## Ausstellungsräume

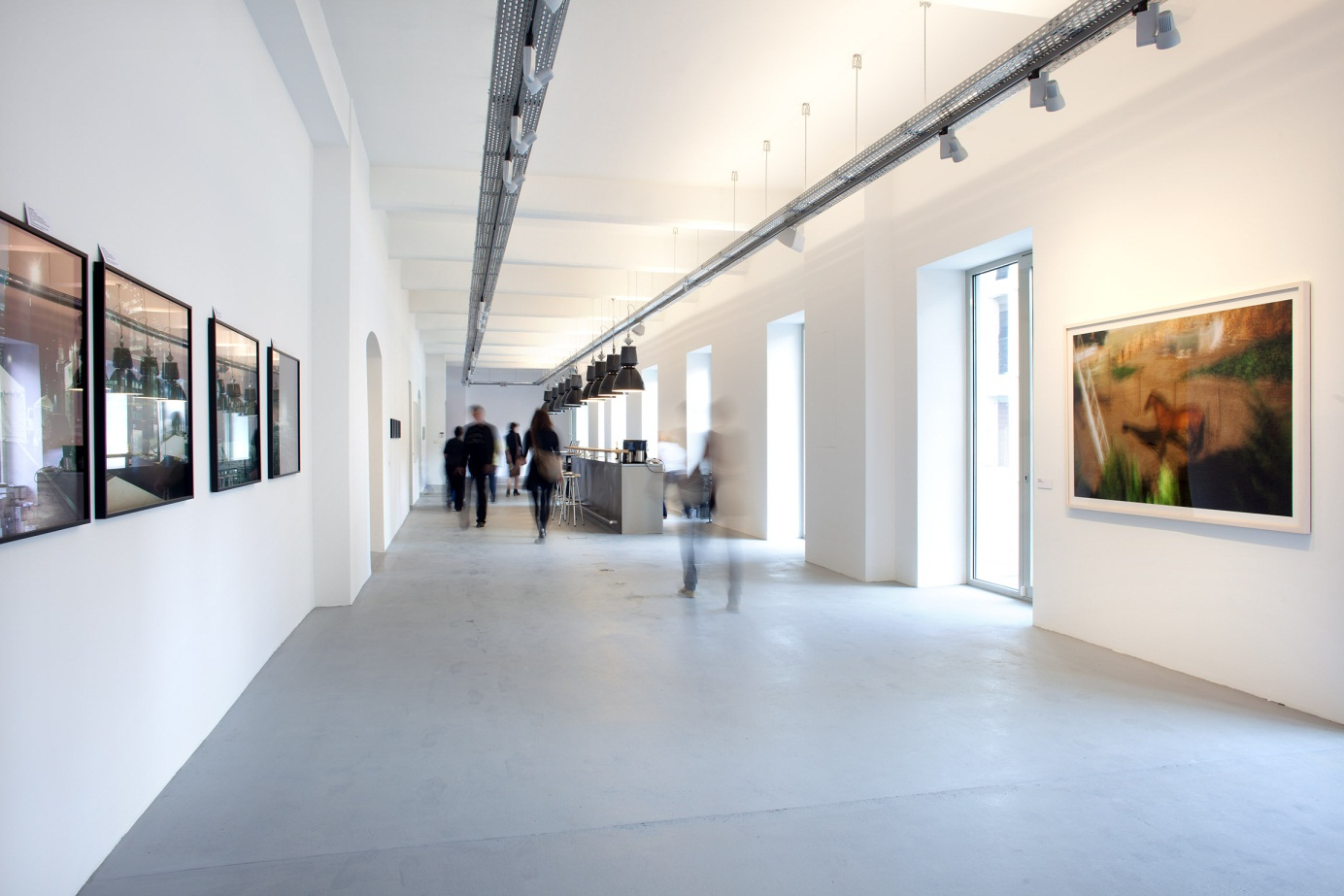
Ausstellungsraum & Bar
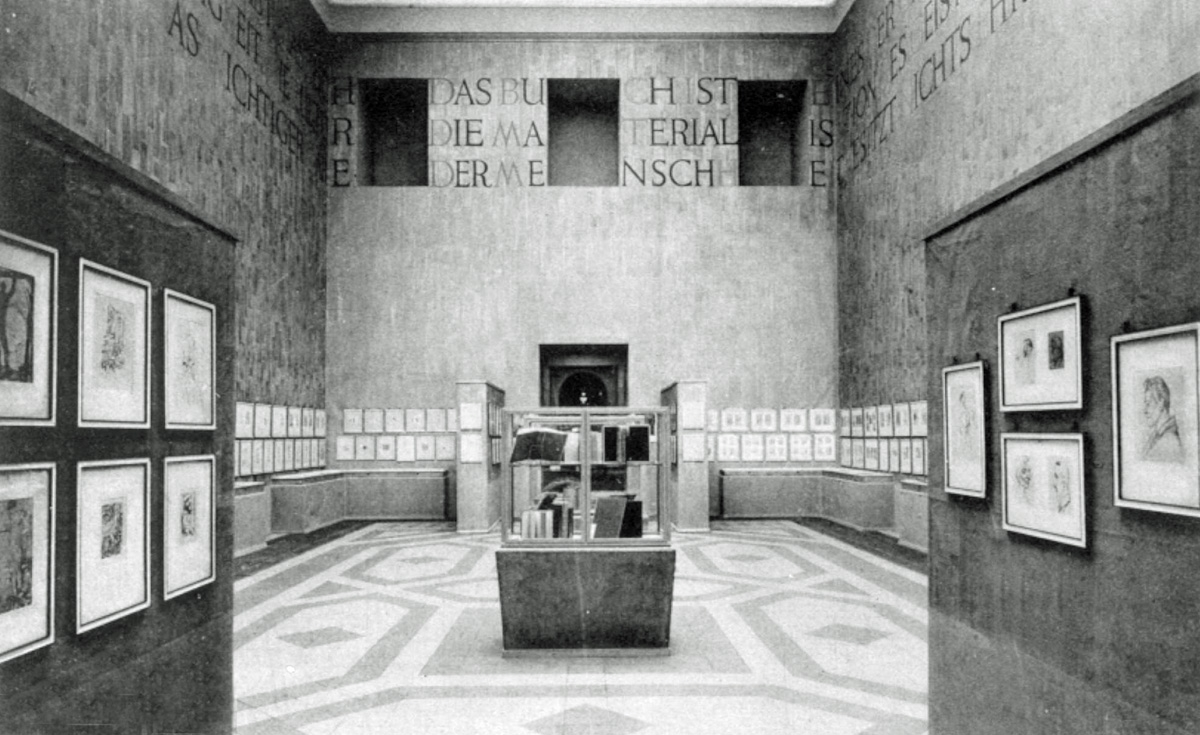
Internationale Buchkunstausstellung 1927
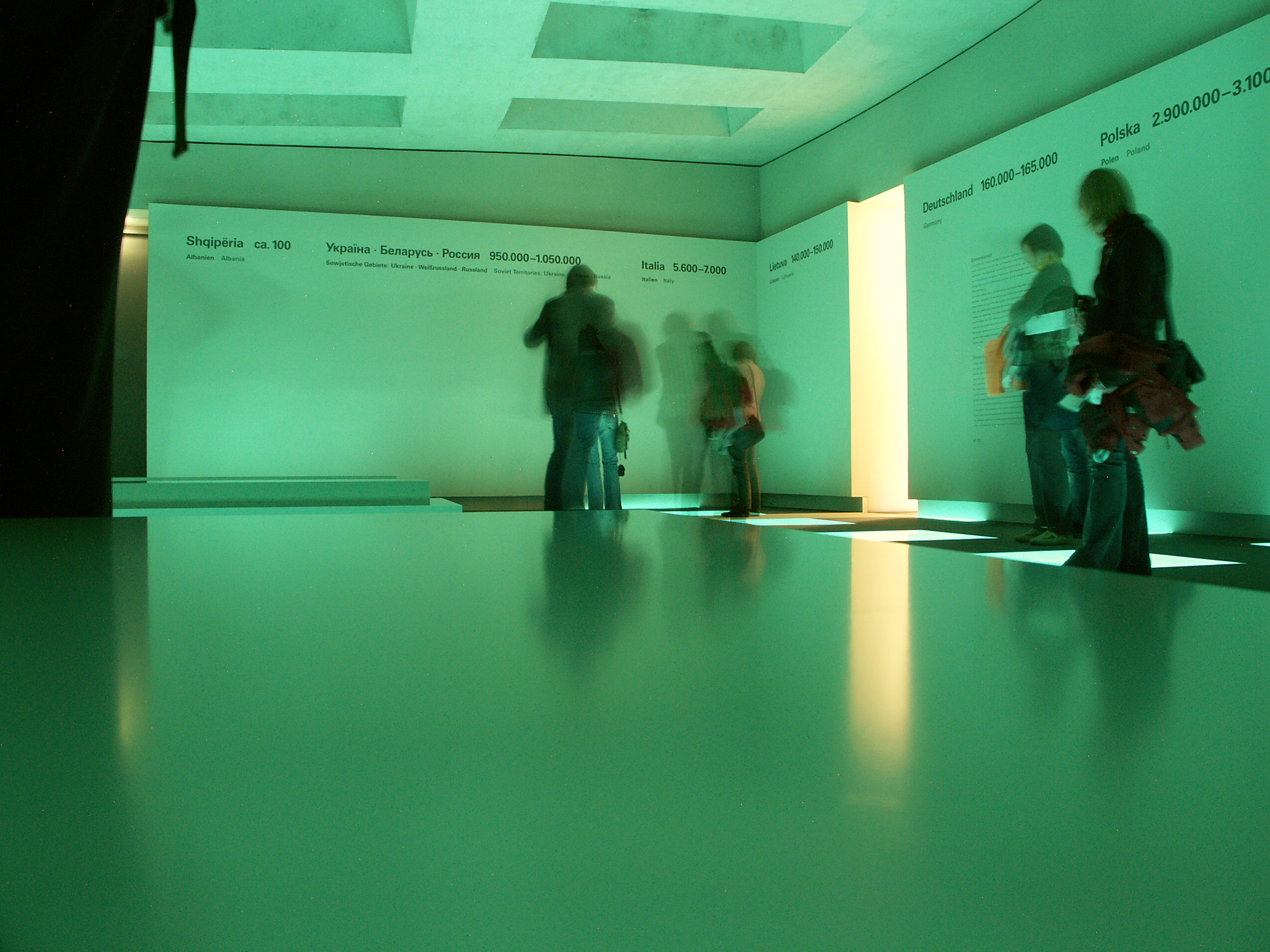
Holocaust-Mahnmal
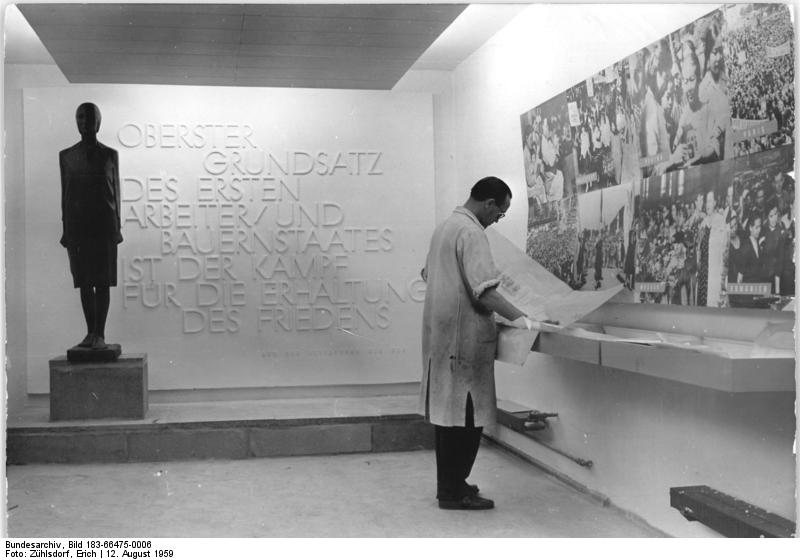
Mahn- und Gedenkstätte für das Konzentrationslager Ravensbrück
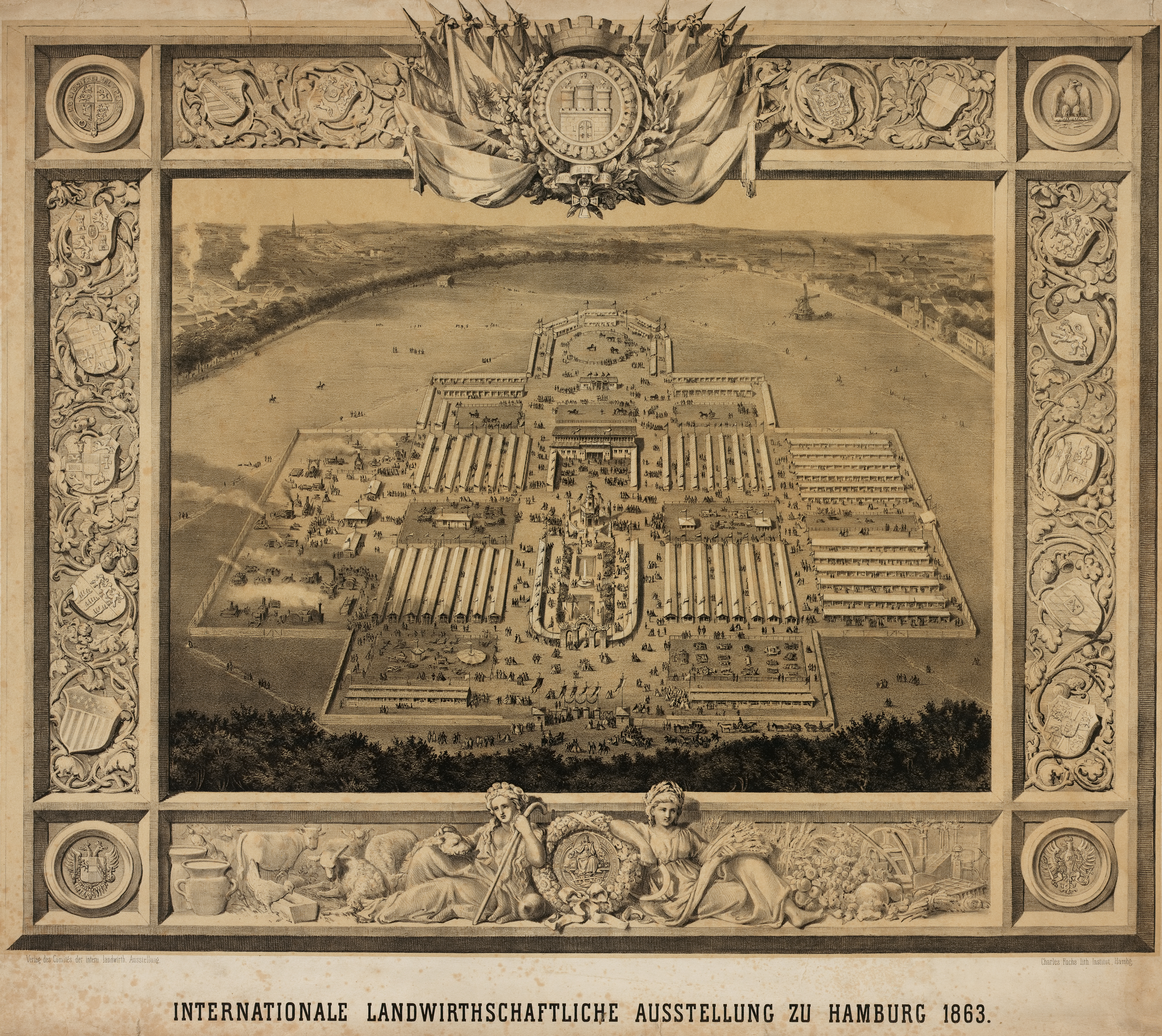
Heiligengeistfeld in Hamburg 1863: Internationale Landwirtschaftsausstellung